# جائزة فرنسا الكبرى 2004
جائزة فرنسا الكبرى 2004 هو سباق فورمولا 1 أقيم بتاريخ 4 يوليو 2004 في حلبة نيفير مانيي كور، فرنسا. كان العاشر من أصل 18 في بطولة العالم لسباقات الفورمولا واحد موسم 2004. حلّ الألماني مايكل شوماخر أولا بينما جاء الإسباني فرناندو ألونسو في المركز الثاني وحصل على المركز الثالث البرازيلي روبنز باركيلو.